# Denis Roșca
Denis Roșca (n. 3 februarie 1985, c. Lăpușna, raionul Hîncești, Republica Moldova) este un economist și om politic din Republica Moldova. Este Președintele Partidului Alianța Moldovenii
Cunoscut pentru crearea Planului de Dezvoltare economică a Republicii Moldova pentru anii 2025-2050.  

## Studii
1991 - 2003 Liceul Teoretic Lăpușna, profil real.
2003-2007 Licență. Academia de Studii Economice din Moldova, Facultatea “Finanțe”, specialitatea “Finanțe și Contabilitatea Firmei”.
2007-2008 Masterat. Academia de Studii Economice din Moldova, Facultatea “Business și Administrarea Afacerilor”, specialitatea “Administrarea Afacerilor".
Doctorand, Specialitatea „Economie”, Universitatea de Studii Politice și Economice Europene „Constantin Stere”

## Activitate socială
Începând cu anul 2006 s-a implicat în crearea conceptului de autoguvernare studențească - Senatul Studențesc al ASEM, a devenit șef al departamentului Relații Externe și Mass-Media. Senatul Studențesc al ASEM a participat activ în mediatizarea prevederilor Procesului de la Bologna, crearea Codului de Etică al ASEM, organizarea de activități interuniversitare.
În anul 2007 a devenit unul dintre organizatorii Senatului Republican al Studenților, organ consultativ al Ministerului Educației. Fiind primul student delegat de Senatul Republican al Studenților în acreditarea unei instituții de învățământ - Colegiul Financiar Bancar din Chișinău.
În anul 2008 a devenit speaker la Forumul Tineretului organizat de Ministerul Educației, prezentând viziunea tineretului privitor la viitorul Republicii Moldova.

## Activitate politică
La 08.06.2025 a fost ales Președinte al Partidului Alianța Moldovenii, partid cu o doctrină conservatoare, bazat pe o viziune pe termen lung asupra tuturor aspectelor vieții din Republica Moldova (link la Strategia Partidului Alianța Moldovenii).
Etapele Industrializării - este un concept de clasificare al circuitului materiei prime în natură, de la forma primară până la produs finit. Acest concept este valabil pentru toate categoriile de materie primă existentă pe globul pământesc. 
Această procedură de clasificare permite guvernului să facă previziune generală asupra potențialului de dezvoltare economică a statului, fiind într-o corelație permanentă cu potențialul maxim de producere a fiecărei industrii.  
Mecanismul de evidență online a stocurilor - la fel permite statului să evite derapaje majore din economie, precum: rezistența comunicațiilor, forța de muncă, existența infrastructurii, surplusul de producție finită, curs valutar, raportul investițiilor în mijloace fixe și materie primă, inflație etc. 
Există 6 etape de industrializare și fiecare categorie de fabrică sau uzină au nevoie de o categorie de suport specifică - unele au nevoie de piață de desfacere, altele au nevoie de investiții în mijloace fixe, altele au nevoie de suport în certificare sau calificarea cadrelor. 
Etapele industrializării au indicatorii și caracteristica proprie. Pentru a trece la următorul nivel este nevoie de o intervenție prin intermediul programelor de stat. În lucrarea Etapele industrializării sunt peste 70 de programe de stat, raportate separat la etapa de industrializare specifică, iar ele au o durată de viață de 2-3 ani, pentru a nu admite transformarea stimulentelor în mecanism de combatere a concurenței. 

## Activitateștiințifică
Sistemul LIMFOM - este un sistemul de monitorizare a procesului de industrializare, bazat pe acronimul primelor litere de evidență - Legislație, Infrastructură, Materie Primă, Finanțe, Oameni, Mediatizare. 
Oricare proces de industrializare organizată, în sistemul capitalist (nu se creează întreprinderi de stat), are nevoie de un suport puternic din partea statului:
Legislație - acte permisive, programe economice, regulamente etc.
Infrastructură - accesul investitorilor la construcții, comodități (gaze, electricitate, internet, apă, canalizare, cale ferată, drumuri, poduri), căi de acces etc. 
Materie Primă - accesul la materia primă existentă pe 5 categorii (inepuizabile, regenerabile, reciclabile, subterane, cu potențial de creștere). 
Finanțe - dezvoltarea la toate 7 categorii de finanțare a afacerilor, 2 interne (profit, amortizare) și 5 externe (acțiuni, obligațiuni, credite, credite comerciale, venture capital). 
Oamenii - majorarea numerică și calitativă a personalului angajat în câmpul muncii din interiorul unui stat, prin diferite proceduri. Există zeci de oportunități de a majora numărul de contribuabili, reducând numărul de consumatori din sectorul public.
Mediatizare - este un element foarte important pentru a instrui populație privitor la oportunitățile investiționale, noul model economic, managementul riscurilor, calendarul schimbărilor pentru a preveni rezistența populației privitor la noile tehnologii. 
Planul de dezvoltare a Republicii Moldova pentru anii 2025-2050. Este un sistem de planificare a creșterii economice pe 5 cincinale. Aceste cincinale au corelare directă cu gradul de bunăstare a populației (indicatorul PIB per capita), deoarece la schimbarea gradului de bunăstare se schimbă prioritățile populației și a guvernului. 
Pentru a implementa cincinalul economic se prezintă modelul schimbările necesare după sistemul LIMFOM și se formează calendarul acțiunilor. 
Documentul este în formă liberă - publicat pe scribd

## Enciclopedii semnate de Denis Roșca
1. Cartea de Aur a Basarabiei și a Republicii Moldova - 2016
2. The Great Encyclopedia of Bessarabian Jews - 2022
3. Oameni din raionul Hîncești - 2024
4. 100 de inventatori din Moldova (volumul I) - 2024
5. 100 de inventatori din Moldova (volumul II) - 2025

## Lucrări cu tematica industrializării
1. Etapele industrializării
2. Planul de dezvoltare al Republicii Moldova anii 2025-2050
3. Resursele nevalorificate ale Republicii Moldova
4. Managementul procesului de industrializare al Republicii Moldova

## Recunoștință
1. ^ Cartea de Aur a Basarabiei și a Republicii Moldova a câștigat concursul tinerilor cercetători Science Slam Moldova 2016. Evenimentul a fost organizat de Academia de Științe a Moldovei în parteneriat cu Comisia Europeană, Centru Proiecte Internaționale și DAS Solutions.
2. ^ Tot în anul 2016 TeleRadio-Moldova l-a desemnat pe Denis Roșca - Omul Anului 2016 în secțiunea știință și cercetare.